# روزا بيريس سيرفيرا
روزا بيريس سيرفيرا (بيناغوسيل، 25 فبراير 1969) هو سياسية إسبانية تنتمي إلى حزب العمال الاشتراكي الإسباني الحاكم.
بيريس مؤهلة في القانون وعملت في البداية كمحامية. في عام 1999 تم انتخابها مستشارًا محليًا عن مسقط رأسها بيناغوسيل وفي العام التالي دخلت السياسة الوطنية عندما تم انتخابها في البرلمان الوطني كنائبة عن فالنسيا. لم تترشح في عام 2004. بعد ذلك شغلت منصب المدير العام لمعهد المرأة في إسبانيا.